# 긴귀고슴도치
긴귀고슴도치(Hemiechinus auritus)는 고슴도치과에 속하는 포유류의 일종이다. 중앙아시아 국가와 중동 일부 국가의 토착종이다.